# Theomolpus pulcher
Theomolpus pulcher är en insektsart som först beskrevs av Sjöstedt 1920.  Theomolpus pulcher ingår i släktet Theomolpus och familjen gräshoppor. Inga underarter finns listade i Catalogue of Life.